# Нубийский песчаный удавчик
Нубийский песчаный удавчик (лат. Eryx muelleri) — змея из семейства ложноногих. Эндемик Африки. Их довольно регулярно содержат в качестве ручных животных из-за их покладистого характера и простоты ухода.

## Этимология
Видовое название muelleri дано в честь швейцарского герпетолога Фрица Мюллера.

## Места обитания
Встречается в Бенине, Буркина-Фасо, Камеруне, Центральноафриканской Республике, Чаде, Гамбии, Гане, Гвинее, Кот-д’Ивуаре, Мали, Мавритании, Нигере, Нигерии, Сенегале, Судане и Того.

## Размножение
Яйцекладущий вид.

## Угрозы и охрана
Считается видом вне опасности.

## Подвиды
Действительными признаны два подвида, включая номинантный подвид:
- Eryx muelleri muelleri Boulenger, 1892
- Eryx muelleri subniger (Angel, 1938)